# Zećira Mušović
Zećira Mušović (Falun, 1996. május 26. –) svéd női válogatott labdarúgó.

## Pályafutása

### Klubcsapatokban

#### Stattena
A helsingborgi Stattena IF csapatánál kezdett focizni kilencévesen. Két szezont töltött a klub első csapatánál, mellyel 2012-ben feljutott a harmadosztályba.

#### Rosengård
2012 októberében került az akkor még LdB FC Malmö néven ismert együtteshez és 18 éves korában az első csapat tagjaként bemutatkozhatott az élvonalban.
A malmőiek 2015 májusában egy újabb szerződést ajánlottak fel számára, amit készséggel elfogadott. Klubja azonban a 2016-os szezon előtt leigazolta a kanadai Erin McLeodot, akinek személyében komoly riválist kapott.
A szezonkezdet előtt egy U20-as válogatott mérkőzésen Mušović karját törte, így esélyei komoly mértékben csökkentek az első számú mezért. McLeod keresztszalag szakadását követően csapata a többszörös svéd válogatott Sofia Lundgrent is keretéhez invitálta, de a nehéz körülmények ellenére hosszabbított klubjával és fáradhatatlan, kitartó munkájának eredményeként újra a kezdőben találta magát felépülését követően.
2017 októberében egy új, hároméves kontraktust kötött a Rosengårddal.

#### Chelsea
2020. december 18-án két és féléves szerződést kötött az angol bajnokságban érdekelt Chelsea együttesével.

#### Malmö FF
2025. június 27-en három évre kötelezte el magát az újonc Malmö FF csapatához.

### A válogatottban
Csapatkapitányként számítottak rá a 2015-ös U19-es Európa-bajnokságon, azonban klubja nem engedte el az izraeli tornára, melyen később svéd aranyérem született.
Oroszország ellen az Algarve-kupán lépett pályára első alkalommal a válogatottban 2018. március 5-én.
Részt vett a 2019-es és a 2023-as világbajnokságon, melyeken bronzérmet szerzett csapatával.

## Sikerei, díjai

### Klubcsapatokban
Svéd bajnok (4):
- FC Rosengård (4): 2013, 2014, 2015, 2019

 Svéd kupagyőztes (3):
- FC Rosengård (3): 2016, 2017, 2018

 Svéd szuperkupa győztes (2):
- FC Rosengård (2): 2015, 2016

 Angol bajnok (5):
- Chelsea (5): 2020–21, 2021–22, 2022–23, 2023–24, 2024–25

 Angol kupagyőztes (3):
- Chelsea (3): 2022, 2023, 2025

 Angol ligakupa győztes (2):
- Chelsea (2): 2021, 2025

### A válogatottban
Svédország
- Világbajnoki bronzérmes (2): 2019, 2023
- Olimpiai ezüstérmes (1): 2020[6]
- Algarve-kupa aranyérmes (2): 2018, 2022

## Magánélete
A szerbiai Prijepoljéból származó szülők, három testvérével a boszniai háború idején települtek át Svédországba. A lundi egyetemen közgazdasági diplomát szerzett.